# Verena Felicien
Verena Marcelle Felician (sinh ngày 12 tháng 11 năm 1964) là một cựu vận động viên crickê Saint Lucian đại diện cho Tây Ấn trong một Thử nghiệm và 36 Quốc tế Một Ngày, bao gồm World Cup 1997 ở Ấn Độ và World Cup 2005 ở Nam Phi. Cháu gái của bà, Patricia Felicien, cũng chơi cho Tây Ấn.